# Paisà
Paisà – włoski dramat wojenny z 1946 roku w reżyserii Roberto Rosselliniego, zrealizowany w konwencji neorealistycznej. Drugi film z antyfaszystowskiej „trylogii wojennej” Rosselliniego: pierwszym był Rzym, miasto otwarte (1945), a trzecim Niemcy – rok zerowy (1948).

## Fabuła
Akcja filmu toczy się w zajętych przez Niemców Włoszech krótko przed końcem II wojny światowej. Pokazane jest wyzwalanie kraju przez wojska alianckie. Podzielony jest na sześć części o nazwach: Sycylia, Neapol, Rzym, Florencja, Romania, Nizina Padańska (od południa do północy), około 20-minutowych. Między epizodami umieszczone są fragmenty autentycznych kronik filmowych z ofensywy żołnierzy amerykańskich.

## Obsada
- Carmela Sazio jako Carmela (część I)
- Robert Van Loon jako Joe (część I)
- Dots Johnson jako amerykański żandarm (część II)
- Alfonsino Pasca jako Pasquale (część II)
- Maria Michi jako Francesca (część III)
- Gar Moore jako Fred (część III)
- Harriet White Medin jako Harriet (część IV)
- Renzo Avanzo jako Massimo (część IV)
- William Tubbs jako Bill Martin (część V)
- Elmer Feldman jako kapitan Feldman (część V)
- Dale Edmonds jako Dale (część VI)
- Roberto Van Loel jako niemiecki żołnierz (część VI)

## Produkcja
Zdjęcia kręcono w Rzymie, Florencji, Neapolu, w Maiori i Paestum (prowincja Salerno) oraz w Porto Tolle (prowincja Rovigo).